# Mariano Román
Mariano del Carmen Román Palma (* 17. Mai 1922; † 24. Juni 1968) war ein chilenischer Fußballspieler. Der Abwehrspieler absolvierte ein Länderspiel für die chilenische Nationalmannschaft.

## Karriere

### Verein
Mariano Román, auch Huaso genannt, spielte mindestens von 1944 bis 1950 beim Badminton FC, der 1950 mit dem CD Ferroviarios zu Ferrobadminton fusionierte. Trotz Angeboten von erfolgreicheren Klubs des Landes blieb er seinem Verein treu.

### Nationalmannschaft
Mariano Román absolvierte für Chile im Februar 1950 ein Freundschaftsspiel gegen Bolivien. Es war sein einziges Spiel im Nationaltrikot.